# 奥武山ボクシング会館
奥武山ボクシング会館（おおのやまボクシングかいかん）は沖縄県那覇市奥武山町51-2、沖縄県営奥武山公園内に所在する。
1983年（昭和58年）4月、総工費3,250万円の内、県からの補助2,050万円を受け完成した。沖縄県ボクシング連盟が管理している。
鉄筋コンクリート平屋建てで広さは297平方メートル。中央にはリングやサンドバッグがあり、壁には全身用のミラーがはりめぐらされている。採光、通風もよく、明るい雰囲気がただよっている。奥には18畳の広い和室があって、トイレ、シャワールームも完備しており、宿泊練習ができる充実した施設である。　